# 雪林多吉颇章
雪林多吉颇章（藏語：ཞོལ་གླིང་རྡོ་རྗེ་ཕོ་བྲང，威利转写：zhol gling rdo rje pho brang）位于中国西藏自治区拉萨市，是班禅额尔德尼在拉萨市的行宫。

## 简介
该建筑于1956年竣工，其址原为雪策林卡。该建筑与1956年竣工的西藏自治区筹备委员会办公大楼相邻。
1995年11月29日下午4时，在雪林多吉颇章举行了册立第十一世班禅额尔德尼典礼。在典礼上，中华人民共和国国务院代表、国务委员罗干宣布了国务院于当日发出的《关于特准经金瓶掣签认定的坚赞诺布继任为第十一世班禅额尔德尼的批复》。
2004年10月，拉萨的雪林多吉颇章和日喀则的德庆格桑颇章动工重修，此次重修由中央政府拨款5000余万元人民币，全部工程按照文物维修的要求进行，并且增添了不少生活功能以及宗教传统工艺、壁画彩画等工程项目。 2006年9月，第十一世班禅额尔德尼在中共西藏自治区委常委、西藏自治区政协副主席巴桑顿珠，中共西藏自治区委统战部部长公保扎西，中共日喀则地委书记、人大工委主任宫蒲光等人的陪同下，视察了这两处维修工程的情况。两处的主要工程在2006年内全部完工。